# 미국의 지리
아래는 미국의 지리에 관한 설명이다.

## 자연 지리
알래스카주와 하와이주를 별도로 하였을 때, 미국의 수리적 위치는 북위 24도에서 48도,서경 67도에서 125도선 안에 들어 있다. 북쪽으로는 캐나다와 국경을 마주하고 있는데, 북아메리카를 반으로 나눈다고 가정하면 캐나다는 북쪽의 절반, 미국은 남쪽의 절반에 해당한다.
- 해안선: 19,924 km
- 캐나다에 접한 국경선: 8,893 km (알래스카주 2,477 km 포함)
- 멕시코에 접한 국경선: 3,326 km

이 나라의 면적은:
- 50개주 및 워싱턴 D.C. 포함: 9,372,615 km2
  - 땅의 면적: 9,158,960 km2
  - 강과 호수의 면적: 470,131 km2

미국의 지형은 국토가 넓은 만큼 매우 다양하다. 남북 아메리카 대륙에 특유한 대지형(大地形)의 존재와 이들 대지형의 남북방향으로의 배열이 그 특징이다. 대륙의 동쪽에는 오래된 지층으로 형성되는 고원상(高原狀)의 산지가 대서양 연안을 따라 뻗어 있고, 서쪽에는 비교적 새로운 대습곡산맥(大褶曲山脈)이 솟아 있으며, 두 산맥의 중간에는 넓은 내륙평야가 형성되어 있다. 주요 하천은 내륙평야와 서부 산악지대에 많고, 주요 호소(湖沼)는 서쪽의 산간분지(山間盆地)와 내륙평야 북부에 분포하고 있다. 대지형이 탁월한 미국의 지역은 더욱 작은 소지형을 인정함으로써 각종 지형구로 나눌 수 있는데, 1928년에 페네만과 존슨은 이들 각 지형을 8개의 대구분과 이를 더욱 세분한 25개의 지역별 구분으로 나누었는데, 이것이 현재도 미국 지형의 특징을 나타내는 것으로 일반적으로 사용되고 있다.
주요 산맥으로는, 환태평양조산대(環太平洋造山帶)의 일환으로서 알래스카로부터 남아메리카에 걸쳐 뻗는 코르딜레라 2산계(山系)가 미국의 서쪽에서 국토의 3분의 1을 차지하며 남북방향으로 달리고 있는데, 이 산지에는 동쪽으로부터 로키산맥, 산간 대지(山間臺地), 캐스케이드산맥이 차례로 솟아 있다. 알래스카에 있는 매킨리 산은 해발 6,192 m로서 미국뿐만 아니라 북아메리카에서도 가장 높은 산이다.
한편, 동부 대서양 연안쪽의 산지로서는 애팔래치아 산맥이 있고, 코르딜레라 산계와의 사이에 펼쳐지는 내륙평야는 5대호 남쪽의 중앙 저지와 로키산맥 동쪽의 그레이트플레인스로 형성된다. 이 내륙평야의 5대호에 가까운 지역에서는 대륙빙하의 영향을 두드러지게 볼 수 있다. 내륙평야에는 세계에서 가장 긴 미시시피강이 흐르고 있다.
미시시피강을 끼고 내륙 지방은 주로 평야, 습지 및 초원으로 이루어져 있으며, 동쪽으로는 높지 않은 구릉지대, 남쪽의 플로리다반도와 그 인근 지역은 반열대성 기후에 해당되며, 서남쪽으로는 몇몇 사막들이 펼쳐진다. 서쪽으로는 로키산맥이 길게 뻗어 있으며 산맥 서쪽으로는 캘리포니아주를 중심으로 건조한 해양성 기후의 영향을 받고 있다. 그리고 알래스카는 북극 지방에 가까이 있으므로 툰드라 기후가 지배적이며, 본토에서 멀리 떨어져 태평양 한가운데 있는 섬들로 이루어진 하와이는 열대성 기후와 활화산 마우나로아로 널리 알려져 있다.
| 하천명       | 연장(km) | 유로 |
| ------------ | -------- | --- |
| 미시시피강   | 6,530    | 미국의 통계에서는 미네소타주의 호소지대를 수원으로 하는 흐름을 미시시피강으로 하고, 전장을 3,757 km로 잡고 있으나, 보통은 미주리강의 수원까지를 잡아서 세계 제1로 한다. |
| 미주리강     | 3,700    | 미주리강의 길이는 미시시피강으로 합류하는 곳까지를 나타낸다. |
| 리오그란데강 | 3,016    | 콜로라도주-멕시코만 |
| 유콘강       | 2,780    | 캐나다의 유콘 테리터리-알래스카·베링해 |
| 아칸소강     | 2,320    | 콜로라도주-미시시피강 |
| 콜로라도강   | 2,176    | 로키산맥-캘리포니아만(멕시코) |
| 콜롬비아강   | 1,971    | 캐나다-태평양(오리건주와 워싱턴주 사이) |
| 스테이크강   | 1,667    | 와이오밍주-태평양(워싱턴주) |
| 레드강       | 1,630    | 오클라호마주-미시시피강 |
| 카네이디아강 | 1,450    | 뉴멕시코주-아아칸소강 |

## 인문 지리

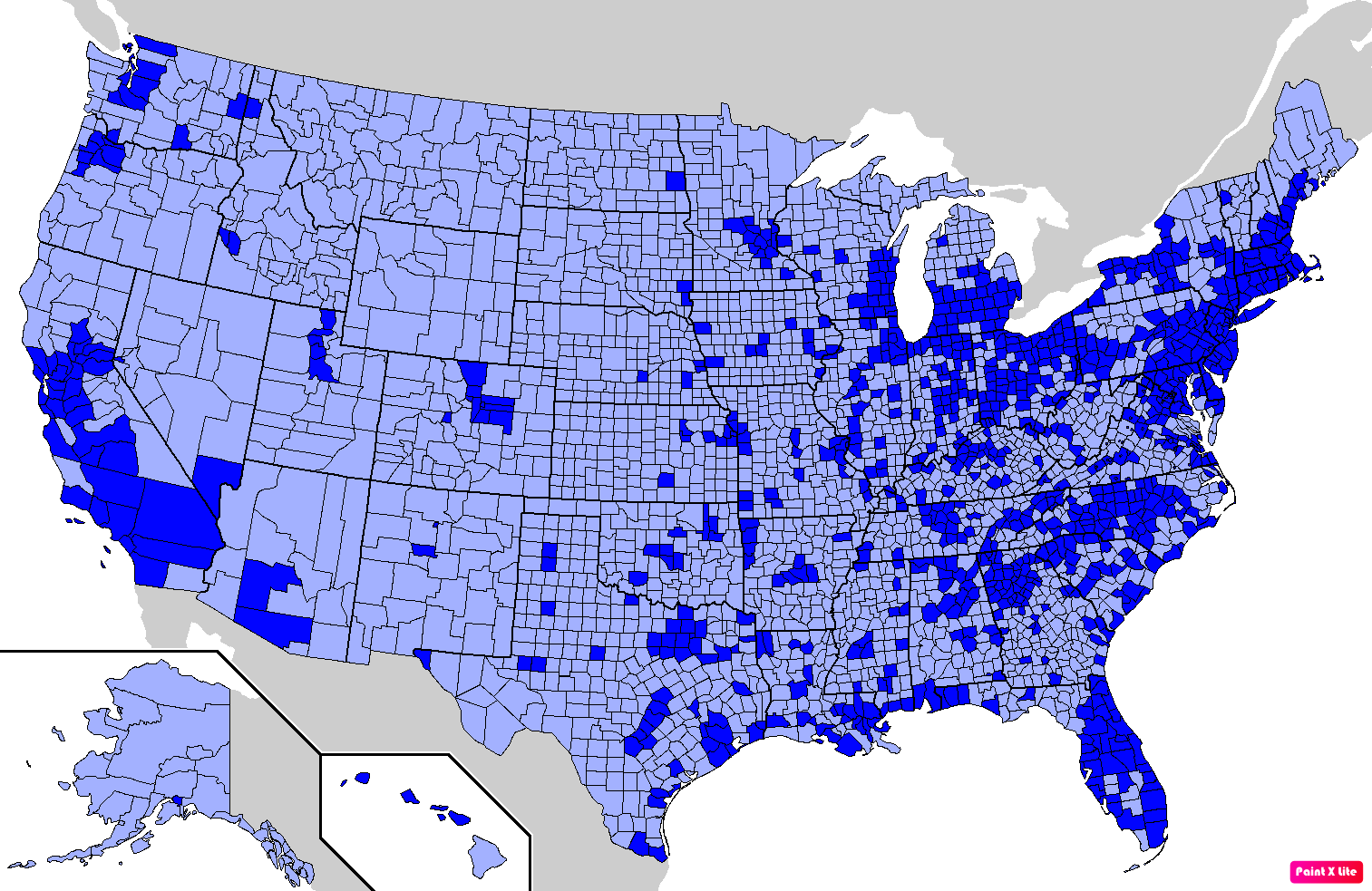
미국의 카운티 별 인구밀도 지도

미국을 동부와 서부로 대별하면, 일반적으로 동부는 인구 밀도가 높고, 미국 인구의 약 4분의 3이 거주하고 있다. 또 도로망이나 철도망 등의 교통망도 동부에 조밀(稠密)하고, 5대호반에서 대서양 연안에 걸쳐서는 인구 100만 이상의 도시가 여러 개 잇달아 뉴욕을 중심으로 한 메가폴리스가 발달해 있다. 그리고 미국의 중앙부에서 서부 산악지대에 걸쳐서는 인구밀도가 낮고, 태평양 연안에 인구밀도가 높아지며, 로스앤젤레스·샌프란시스코 등의 대도시나 그 주변에서의 인구 증가율은 현저하다.

## 기후
미국은 북극에 가까운 알래스카주부터 적도에 가까운 플로리다주의 마이애미까지 그야말로 지구에 있는 모든 기후와 지형을 다 가지고 있다 해도 과언이 아니다. 미국의 기후는 지역에 따라 상당한 변화를 볼 수 있으나, 온대기후의 지역이 가장 많고, 북부엔 냉대기후, 남부인 플로리다반도에는 열대 기후, 서부의 내륙지방에는 사막기후도 볼 수 있다. 미국에서는 장마비는 볼 수 없다.

#### 동북부
대서양 해안을 따라 산이 있고 대서양을 끼고 있어 겨울에는 춥고 여름에는 더우며, 비가 약간 적은 것을 제외하면 서울과 비슷한 날씨이다. 사계절이 있으며 눈이 많이 온다. 뉴욕, 보스턴, 필라델피아 등 인구가 많은 대도시들이 집중되어 있다.

#### 동남부
조지아주와 플로리다주가 대표적이다.
조지아는 일반적으로 온화한 기후의 성격을 띤다. 시원한 겨울은 북부산간 지역의 특징이다. 주도(state capital)인 애틀란타 지역을 중심으로 급성장하고 있으며 1996년 하계 올림픽이 애틀란타에서 개최되기도 했다. 조지아주는 마틴 루서 킹이 인종 차별을 없앤 곳이기도 하다. 서경 100 이동(以東)의 지역에는 연강우량이 500 mm를 넘어 일반적으로 습윤하며, 또 남북의 위도차의 영향이 현저하게 나타난다. 멕시코만 연안을 중심으로 하여 여름에 발생하는 허리케인은 태평양에서 발생하는 태풍과 성질·구조가 비슷하며, 각지를 엄습하여 큰 피해를 준다.

#### 중서부
내륙 지방이라 여름에는 서울과 같이 습도가 높고 더우며 겨울에는 매섭게 춥고 눈이 많이 온다. 특히 중앙저지는 남북방향에 가로막는 산지가 없기 때문에, 겨울에는 캐나다로부터 추위가 남하하고, 여름에는 멕시코만으로부터 습기를 품은 더위가 북상하므로 기후는 상당히 혹독하다. 중북부 지역(미네소타주, 일리노이주, 미시간주) 등은 덥고 춥고, 중남부 지역(미주리주, 루이지애나주) 지역은 남쪽으로 갈수록 겨울이 짧고 여름은 훨씬 더 습하다. 특히 일리노이주나 미시간주 같이 오대호에 가까이 있는 주들에서는 호수들과 잘 어울러진 멋진 풍경들을 즐길 수 있다. 2019년 1월 시카고에서 영하 30도, 체감기온 영하 50도를 기록했다.

#### 건조 기후 지역
동서가 산맥으로 둘러싸인 높은 산간분지는 연간 강우량 250 mm 이하로 인해 사막이 많고, 또 대서양 연안이나 멕시코만 연안에서 1,000 km 이상이나 떨어져 있는 대평원의 서쪽에서는 연간 강우량이 500 mm에 이르지 못하는 구역이 많아 반사막 상태를 보이고 있다. 이 지역에서는 봄의 모래폭풍이나 겨울의 블리자드에 의해서 농목업에 자주 막심한 피해가 생긴다.
넘는 비와 연평균 10 의 기온으로 인해 아름다운 침엽수림대가 발달해 있다. 남부는 지중해성 기후를 보이며, 4월부터 10월까지는 거의 비가 내리지 않는다. 기온도 연교차(年較差)가 적고 연평균도 높아서, 샌프란시스코는 13 , 샌디에이고는 16 정도이다.

## 같이 보기
- 미국의 군